# Мовлик, Пётр
Пётр Мо́влик (пол. Piotr Mowlik; 21 апреля 1951, Рыбник, Польская Народная Республика) — польский футболист, вратарь. Выступал за сборную Польши. Серебряный призёр Олимпийских игр 1976 и бронзовый призёр чемпионата мира 1982 года. Заслуженный мастер спорта Польши.

## Клубная карьера
Футбольную карьеру начал в 1964 году в молодёжной команде клуба ЛЗС Ожеповице, в следующем году перешёл в «Рыбник». Во взрослом футболе дебютировал в 1970 году в клубе «Уния» (Рацибуж). В 1971 году перешёл в варшавскую «Легию». В сезоне 1971/1972 состоялся его дебют в чемпионате Польши, после чего в следующем сезоне завоевал место в стартовом составе. За эту команду выступал на протяжении шести сезонов, сыграл в 131 матче. Вместе со столичной командой в 1973 году стал обладателем кубка Польши. В 1977 году стал игроком познанского «Леха». В познанском клубе провёл 7 сезонов и сыграл в 153 матчах в чемпионате Польши. В составе «Леха» выигрывал национальный кубок в 1982 году и чемпионат Польши в 1983 году.
В 1983 году переехал в США, где стал игроком клуба «Питтсбург Спирит» Major Indoor Soccer League. В сезоне 1985/1986 годов потерял своё место в основе и отыграл всего 1 матч. 1 марта 1986 года «Спирит» продал Петра в клуб «Такома Старз», а уже через 4 дня Мовлик дебютировал за новую команду. В 1987 году завершил свою карьеру футболиста.

## Карьера в сборной
Мовлик дебютировал в сборной Польши 31 октября 1974 года в товарищеском матче против сборной Канады (2:1). Последний раз выходил на поле в составе сборной 18 ноября 1981 года в товарищеском матче против сборной Испании (2:3). За национальную сборную Мовлик провёл 21 матч. Попал в расширенный состав сборной на чемпионат мира 1974, а также вошёл в финальную заявку на чемпионат мира 1982 года. На последнем из них поляки заняли третье место, а Пётр был дублёром Юзефа Млынарчика и не выходил на поле. Кроме того, в 1976 году Мовлик помог национальной сборной завоевать серебряные награды Олимпийских игр. На этом турнире он был запасным вратарём и выходил на поле 1 раз, заменив основного вратаря Яна Томашевского на 19 минуте в финале против ГДР.

## Карьера тренера
По завершении карьеры игрока начал тренерскую деятельность. Работал в «Олимпии» (Познань), «Химике» (Быдгощ), «Варте» (Познань), «Лехе» (Костшин) и «Варте» (Срем). В 1997 году был тренером вратарей в сборной Польши, с 2001 по 2003 год самостоятельно возглавлял «Тур» (Турек). С 2005 по 2006 годы был главным тренером «Мешко» (Гнезно). С января 2015 по апрель 2016 года — главный тренер команды «Маратончик» (Бжезно). Параллельно с этим работал преподавателем физической культуры.

## Личная жизнь
У Петра большая футбольная семья. Сын Мариуш также стал футболистом, вызывался в сборную Польши, на клубном уровне защищал цвета «Медзи». Другой сын, Лукаш, тренировал познанский «Лех». Приходится шурином Адаму Топольскому, бывшему футболисту варшавской «Легии», и дядей футболисту Давиду Топольскому.
9 сентября 2012 Мовлик был задержан Центральным антикоррупционным бюро по подозрению в участии в коррупционном скандале в польском футболе. 3 марта 2020 года был приговорён к шести месяцам лишения свободы условно.

## Статистика в сборной
| №  | Дата             | Соперник     | Счёт | Голы | Турнир                |
| 1  | 31 октября 1974  | Канада       | 2:0  | —    | Товарищеский матч     |
| 2  | 8 октября 1975   | Венгрия      | 4:2  | 1    | Товарищеский матч     |
| 3  | 26 мая 1976      | Ирландия     | 0:2  | —    | Товарищеский матч     |
| 4  | 31 июля 1976     | ГДР          | 1:3  | 1    | Олимпийские игры 1976 |
| 5  | 19 августа 1979  | Ливия        | 5:0  | —    | Товарищеский матч     |
| 6  | 27 февраля 1980  | Ирак         | 1:1  | 1    | Товарищеский матч     |
| 7  | 2 апреля 1980    | Бельгия      | 1:2  | 2    | Товарищеский матч     |
| 8  | 19 апреля 1980   | Италия       | 2:2  | 2    | Товарищеский матч     |
| 9  | 26 апреля 1980   | Югославия    | 1:2  | 2    | Товарищеский матч     |
| 10 | 28 мая 1980      | Шотландия    | 1:0  | —    | Товарищеский матч     |
| 11 | 22 июня 1980     | Ирак         | 3:0  | —    | Товарищеский матч     |
| 12 | 29 июня 1980     | Бразилия     | 1:1  | 1    | Товарищеский матч     |
| 13 | 2 июля 1980      | Боливия      | 1:0  | —    | Товарищеский матч     |
| 14 | 8 июля 1980      | Колумбия     | 4:1  | 1    | Товарищеский матч     |
| 15 | 24 сентября 1980 | Чехословакия | 1:1  | 1    | Товарищеский матч     |
| 16 | 12 октября 1980  | Аргентина    | 1:2  | 2    | Товарищеский матч     |
| 17 | 19 ноября 1980   | Алжир        | 5:1  | —    | Товарищеский матч     |
| 18 | 7 декабря 1980   | Мальта       | 2:0  | —    | Квалификация ЧМ 1982  |
| 19 | 24 мая 1981      | Ирландия     | 3:0  | —    | Товарищеский матч     |
| 20 | 15 ноября 1981   | Мальта       | 6:0  | —    | Квалификация ЧМ 1982  |
| 21 | 18 ноября 1981   | Испания      | 2:3  | 2    | Товарищеский матч     |

Итого: 21 матч / 16 пропущенных голов; 11 побед, 4 ничьих, 6 поражений.

## Достижения
Легия
- Кубок Польши: 1972/1973

Лех
- Чемпион Польши: 1982/1983
- Кубок Польши: 1981/1982

Сборная Польши
- Серебряный призёр Олимпийских игр: 1976
- Бронзовый призёр чемпионата мира: 1982